# Alois Steinprinz
Alois Steinprinz (* 12. Februar 1883 in Wien; † unbekannt) war ein österreichischer, nationalsozialistischer Politiker und Malermeister aus Oberwart. Am 7. Dezember 1931 trat er der NSDAP bei (Mitgliedsnummer 686.692). Er hatte 1938 das Amt des Kreisorganisationsleiters inne und wurde am 15. März 1938 von Gauleiter Tobias Portschy zum Mitglied des Burgenländischen Landtags ernannt. 1939 war Steinprinz Kreisgeschäftsführer des Kreises Oberwart. Zudem war er bereits 1933 einer der sechs Stellvertreter des Gauleiters Portschy gewesen.